# Zeunerite
La zeunerite (simbolo IMA: Zeu) è un minerale raro nella classe dei fosfati, arseniati e vanadati, cioè un arseniato idrato di uranio e rame, appartenente al gruppo dell'autunite con la composizione chimica Cu(UO2)2(AsO4)2 • 12H2O e quindi, chimicamente parlando, un arseniato acquoso di rame-uranile.

## Etimologia e storia
Una prima descrizione della "mica viridis" o "mica verde" (torbernite, in questo caso) proviene da Born in 1772. Intorno al 1800, solo pochi anni dopo la scoperta dell'elemento uranio, Martin Heinrich Klaproth fu in grado di rilevare questo nuovo elemento nelle miche di uranio.
La zeunerite non è stata descritta come minerale indipendente fino al 1872, circa 70 anni dopo, da Albin Weisbach. Lo scoprì in campioni provenienti dalla miniera "Weißer Hirsch" vicino a Neustädtel, un distretto di Schneeberg nei Monti Metalliferi sassoni, e lo chiamò così in onore di Gustav Anton Zeuner (1828-1907), all'epoca direttore dell'Università di Freiberg.

## Classificazione
La classica nona edizione della sistematica minerale di Strunz, valida dal 2001 e aggiornata dall'Associazione Mineralogica Internazionale (IMA) fino al 2009,, elenca la zeunerite nella classe "8. Fosfati, arseniati, vanadati" e da lì nella sottoclasse "8.E Fosfati e arseniati di uranile"; questa è ulteriormente suddivisa in base al rapporto di quantità di sostanza del complesso di uranile (UO2) al complesso fosfato, arseniato o vanadato (RO4), in modo che il minerale possa essere trovato nella suddivisione "8.EB UO2:RO4 = 1:1" in base alla sua composizione, dove può essere trovato insieme ad autunite, heinrichite, kahlerite, metakirchheimerite, metarauchite, hydronováčekite e nováčekite, saléeite, torbernite, uranocircite-I e uranocircite-II, uranospinite e xiangjiangite, con le quali forma il sistema nº 8.EB.05.
Tale classificazione viene mantenuta invariata anche nell'edizione successiva, proseguita dal database "mindat.org" e chiamata Classificazione Strunz-mindat.
Nella Sistematica dei lapis (Lapis-Systematik) di Stefan Weiß la zeunerite è elencata nella classe dei "fosfati/arseniati di uranile e vanadati di uranile con [UO2]2+-[PO4]/[AsO4]3- e [UO2]2+-[V2O8]6-, con isotipi vanadati", dove si trova insieme ad autunite, fritzscheite, heinrichite, kahlerite, nováčekite, rauchite, sabugalite, saléeite, trögerite, torbernite, uranocircite, uranospinite, metanatroautunite, con le quali forma il "gruppo dell'autunite".
La metazeunerite meno acquosa si trova nel "gruppo della meta-autunite" con il sistema e il minerale nº VII/E.02-70.
La classificazione dei minerali secondo Dana, utilizzata principalmente nel mondo anglosassone, classifica la zeunerite nella classe dei "fosfati, arseniati e vanadati" e lì nella sottoclasse dei "fosfati idrati". Qui può essere trovato insieme alla metazeunerite nel gruppo senza nome 40.02a.14 all'interno della suddivisione dei "fosfati acridi ecc., con A2+(B2+)2(XO4) × x(H2O), con (UO2)2+".

## Abito cristallino
La zeunerite cristallizza nel gruppo spaziale tetragonale P4/nnc (gruppo nº 126) con i parametri del reticolo a = 7,18 Å e c = 20,79 Å così come due unità di formula per cella unitaria.
Anche la metazeunerite, che ha un contenuto d'acqua inferiore, cristallizza tetragonalmente, ma nel gruppo spaziale P4/n (gruppo nº 85) con i parametri del reticolo a = 7,12 Å e c = 17,40 Å così come due unità di formula per cella unitaria.

## Proprietà
A causa dell'arsenico e dell'uranio contenuti nel minerale, la zeunerite ha un effetto altamente tossico sul corpo umano. La radiazione alfa emessa dall'uranio danneggia continuamente l'organismo e ha anche un effetto cancerogeno. Tenendo conto della serie di decadimento naturale o dei prodotti di decadimento esistenti, l'attività specifica della zeunerite è data come 80,27 kBq/g (per confronto, il potassio naturale possiede un'attività specifica pari a 0,0312 kBq/g).
A differenza di molte altre miche di uranio, la zeunerite non è fluorescente se esposta alla luce ultravioletta. Tuttavia, la sua forma disidratata metazeunerite possiede fluorescenza di colore verde-giallastro.

### Morfologia
La zeunerite forma cristalli ad angolo retto, per lo più foglio-tabulari, raramente spessi-tabulari e aggregati squamosi. Cristalli anche in combinazione con superfici dipiramidali ripide. Dalla località tipo (pozzo "Weißer Hirsch" presso Schneeberg, Sassonia) è documentata anche la presenza di cristalli piramidali appuntiti.
La zeunerite di solito sviluppa cristalli piatti e tabulari di colore da giallo-verde a verde smeraldo, la cui forma è dominata dalla superficie di base {001}. Le superfici dei cristalli trasparenti mostrano una brillantezza simile al vetro. Sulla mattonella, la zeunerite lascia uno striscio verde pallido.
Con una durezza Mohs di 2,5, la zeunerite è un minerale morbido, che non può più essere graffiato con un'unghia, ma può essere graffiato più facilmente con una moneta di rame rispetto al minerale di riferimento calcite (durezza 3).
Il minerale si disidrata facilmente in metazeunerite (Cu[UO2|AsO4]2·8H2O), per cui la sua trasparenza è ridotta dalla perdita di acqua (diventa torbida). I ritrovamenti di zeunerite pura con il massimo contenuto di acqua cristallina sono rari.

## Origine e giacitura
La zeunerite si forma secondariamente nella zona di ossidazione dei depositi di uranio contenenti arsenico. I minerali di accompagnamento includono azzurrite, malachite, mansfieldite, olivenite e scorodite.
Essendo una formazione minerale piuttosto rara, la zeunerite può essere abbondante in vari siti, ma nel complesso non è molto comune. Un totale di circa 180 siti sono noti finora (a partire dal 2013).
In Italia la zeunerite è stata rinvenuta associata spesso a quarzo nei pressi del comune di Bocenago, in provincia di Trento; è stata inoltre trovata a Ne (provincia di Genova), a Introbio e Cuasso al Monte (rispettivamente provincia di Lecco e provincia di Varese), ma anche in Piemonte (Campiglia Cervo, Bagnolo Piemonte e Canosio, per citarne alcune), in Toscana (Campo nell'Elba e Valle Benedetta) e Veneto (nelle Valli del Pasubio).
Oltre alla sua località tipo, la miniera "Weißer Hirsch" vicino a Neustädtel, il minerale è stato trovato in molte altre miniere in Germania nei Monti Metalliferi sassoni, come sullo Schreckenberg e vicino a Johanngeorgenstadt. Inoltre, la zeunerite è stata trovata in numerosi luoghi della Foresta Nera, come Freudenstadt, Wittichen e Oberwolfach nel Baden-Württemberg; nei pressi di Rudolfstein (Fichtelgebirge), Dörrmorsbach e sull'Hartkoppe presso Sailauf in Baviera; nella cava di Wingertsberg vicino a Nieder-Ramstadt in Assia; nei pressi di Bad Lauterberg im Harz e Braunlage in Bassa Sassonia; nei pressi di Ellweiler e Imsbach e a Königsberg in Renania-Palatinato; nei pressi di Nunkirchen nel Saarland e nel giacimento di uranio di Ronneburg in Turingia. In molti siti, tuttavia, la zeunerite si è in gran parte trasformata in metazeunerite.
In Austria, la zeunerite è stata finora rinvenuta solo nel comune di Mühlbach am Hochkönig nel Salisburghese e sul Grasbergjoch vicino a Thierbach (comune di Wildschönau) in Tirolo.
Gli unici siti conosciuti in Svizzera sono il ghiacciaio Wannig nella valle di Chriegalp (anche Kriegalp), una valle laterale della valle di Binn e vicino a Les Marécottes nel Canton Vallese.
Diverse altre località sono sparse in tutto il mondo.